# دوبروسلیتسا (چایتینا)
دوبروسلیتسا (به صربی: Dobroselica) یک منطقهٔ مسکونی در صربستان است که در چایتینا واقع شده‌است. دوبروسلیتسا ۵۶٫۸۸ کیلومتر مربع مساحت و ۳۶۷ نفر جمعیت دارد و ۹۴۹ متر بالاتر از سطح دریا واقع شده‌است.